# 프리크리
『프리크리』(フリクリ, FLCL)는 가이낙스・프로덕션 I.G가 제작한 일본의 오리지널 비디오 애니메이션(OVA) 시리즈와 그것을 원작으로 한 소설과 만화를 가리킨다.
원작인 OVA는 전 6화, 또 소설은 전 3권, 만화 단행본은 전 2권이 각각 발매되었다. 또한, 본편 OVA가 2005년 DVD-BOX화, 2010년 BD화, 만화단행본은 2007년에 신장판으로서 재발매되었다.

## 개요
프리크리는 2000년부터 2001년에 걸쳐 전 6회의 OVA로 릴리즈된 일본의 애니메이션 작품이다. 신세기 에반게리온 이후 원작의 애니메이션 각색만을 했던 가이낙스가 오리지널 작품을 제작함으로써 주목을 받았다. 또, 프리크리는 신세기 에반게리온에서 부감독을 맡았던 츠루마키 카즈야의 첫 감독작품이기도 하다.
프리크리에 등장하는 기관명 플라타니티(フラタニティ)는 같은 츠루마키 카즈야 감독작인 『톱을 노려라2!(トップをねらえ2!)』에도 등장한다. 또 '톱을 노려라 2!'에서 엑조틱 매뉴버(エキゾチックマニューバ)라는 말이 등장하고 그것과 유사한 시스템이 프리크리에도 있어서, 두 작품의 세계관에는 약간의 공통점이 보인다. '톱2'의 주인공 노노의 목소리는, '프리크리'에 등장하는 미야지 쥰코(ミヤジ・ジュンコ) 역의 후쿠이 유카리(福井裕佳梨)가 맡았다.

## 등장인물
난타바 나오타(ナンダバ・ナオ太）
하루하라 하루코(ハルハラ・ハル子)
사메지마 마미미(サメジマ・マミ美)
칸치(カンチ)
니나모리 에리(ニナモリ・エリ)

## 비고
- 메인 타이틀 『프리크리(フリクリ)』의 유래는 원래 본편에 나오는 대사의 한 구절(나오타의 할아버지와 하루코의 대화 신)에 불과했지만, 이것을 로마자로 표기한 『Furi kuri』는 영어권 주민이 정확히 발음하기 어렵다는 문제가 있었다. 그로 인해, 영어 더빙판 제작시 『Fooly Cooly』라는 발음으로 바꿔었다.
- 위에서 서술했듯이 '프리크리'라는 말의 의미는 없으며, 의성어가 변한 단순한 조어이다. 하지만 의성어의 의미를 외국어로 번역하기는 매우 어려웠기 때문에, '프리크리'란 여성의 가슴에 대한 애정표현의 은어라고 오해한 일본 밖의 팬들이 많이 있었다고 한다.
- 앞서 서술했듯이 작품의 곳곳에 실험적 연출이 나타나는 것은, 사실 작화 과정에서 손이 많이 가는 부분이 적지 않았기 때문이라고 한다(OVA의 영상특전에서 그 일부를 볼 수 있다).
- 하루코가 몰고 다니는 베스파의 기종은 Vespa180ss(Super Sport).  1960년대에 몇 년간 생산되었다(약 35000대). 희소한 기종으로서, 생산이 중지된 지 약 40년이 지난 현재에는 구하기 어려운 스쿠터 중의 하나이다. 하지만 하루코가 탄 Vespa180ss는 서스펜션(현가[懸架]장치)가 약간 개조된 것이고, 차체의 색도 '이탈리안 이에로'라 불리는 오렌지 색에 가까운 황색으로 도장된 커스텀 사양이다. 또한, 차체 앞부분에 있는 'P!'마크에 대해서는 "왜 'P!'라고 했는지 알수가 없다"는 감독 츠루마키 본인이 발언하였었다. 번호판은 '마바세(マバセ) 56-56'. 그에 비해 아마라오의 것은 '마바세(マバセ) 03-03'.
- 주인공 나오타가 들고 등장하는 기타는 Gibson EB Zero 61.

## OVA
킹 레코드에서 DVD와 VHS로 동시에 릴리즈되었다. 각 화는 25분(마지막회는 31분) 분량으로 전 6화.
1. Vol.1 『프리크리(フリクリ)』 （2000년 4월 26일 발매, DVD:KIBA-478, VHS:KIVA-478）
2. Vol.2 『파이스타(ファイスタ)』 （2000년 6월 21일 발매, DVD:KIBA-479, VHS:KIVA-479）
3. Vol.3 『마루 러버(マルラバ)』 （2000년 8월 23일 발매, DVD:KIBA-480, VHS:KIVA-480）
4. Vol.4 『프리키리(フリキリ)』 （2000년 10월 25일 발매, DVD:KIBA-481, VHS:KIVA-481）
5. Vol.5 『브라브레(ブラブレ)』 （2000년 12월 21일 발매, DVD:KIBA-482, VHS:KIVA-482）
6. Vol.6 『프리크라(フリクラ)』 （2001년 3월 16일 발매, DVD:KIBA-483, VHS:KIVA-483）

또 이것들을 한데 묶은 DVD-BOX(3장)가 2005년 8월 13일, BD-BOX(2장)는 2010년 8월 18일 릴리즈 되었다.

### 스태프
- 기획/원작 : 가이낙스
- 제작 : 오오츠키 토시미치(大月俊倫, 킹 레코드）, 이시카와 미츠히사(石川光久, 프로덕션 I.G）, 야마가 히로유키(山賀博之, 가이낙스）
- 감수 : 안노 히데아키(노 크레딧・DVD-BOX에서 나타났다)
- 원안/감독 : 츠루마키 카즈야
- 각본 : 에노키도 요지(榎戸洋司)
- 캐릭터 디자인/비주얼 콘셉트 : 사다모토 요시유키
- 작화감독 : 히라마쓰 타다시(平松禎史), 이마이시 히로유키(今石洋之), 小倉陳利
- 미술감독 : 오구라 히로마사(小倉宏昌)
- 콘티 : 츠루마키 카즈야, 히라마쓰 타다시, 사에키 쇼지(佐伯昭志), 마사유키(摩砂雪), 요시나리 요우(吉成曜), 이마이시 히로유키, 小倉陳利
- 연출：사에키 쇼지, 오오츠카 마사히코(大塚雅彦), 安藤健
- 음악 : 미쓰무네 신키치(光宗信吉), 더 필로우즈
- 프로듀서 : 佐藤雅信(킹 레코드), 西沢正智(프로덕션 I.G), 사토 히로키(佐藤裕紀, 가이낙스)
- 애니메이션 제작：프로덕션 I.G, 가이낙스

### 주제가
- 「Ride on shooting star」
  - 노래：더 필로우즈, 작사/작곡 : 야마나카 사와오(山中さわお), 편곡：더 필로우즈

## 관련상품

### 사운드트랙 CD
모두 킹 레코드에서 발매.
1. 「フリクリNo.1 アディクト」
2. 「フリクリNo.2 海賊王」
3. 「フリクリNo.3」

### 무크
- 원화집「GROUNDWORK OF FLCL」
- 「フリクリズム フリクリ デザインワークス」
- 「フリクリ画（え）コンテ集」

### 소설
카도가와 스니커 문고(카도가와 쇼텐)에서 전 3권이 간행. 기획/원작 : 가이낙스, 저자 : 에노키도 요지, 일러스트 : 츠루마키 카즈야・이마이시 히로유키. 애니메이션에서 확실히 밝혀지지 않았던 설정이 일부 공개되어 있다.
1. 제1권 2000년 6월 1일 발매（ISBN 4-04-423601-1）
2. 제2권 2000년 10월 1일 발매（ISBN 4-04-423602-X）
3. 제3권 2001년 3월 1일 발매（ISBN 4-04-423603-8）

## 속편
2016년 3월 25일, 『프리크리』의 속편을 프로덕션 I.G와 미국 어덜트 스윔이 공동 제작을 발표하였다. 미국 방영시기는 2018년 여름(6월과 9월)부터 예정이다. 2 시즌, 전 12화 예정. 일본에서는 극장용 애니메이션으로 2018년 9월 7일부터 『프리크리 얼터너(フリクリ・オルタナ)』、동년 9월 21일부터 『프리크리 프로그레(フリクリ・プログレ)』의 두 작품으로 공개했다.

## 같이 보기
- 신세기 에반게리온 극장판 THE END OF EVANGELION 에어/진심을, 너에게
- 에반게리온 신극장판
- 고단샤 BOX